# ヴェイル＝モントン
ヴェイル＝モントン （Veyre-Monton）は、フランス、オーヴェルニュ＝ローヌ＝アルプ地域圏、ピュイ＝ド＝ドーム県のコミューン。

## 地理
クレルモン＝フェラン都市圏に属する。直線距離でクレルモン＝フェランの南南東13.5km、ヴィック＝ル＝コントの西北西6.6km、小郡庁のあるレ・マルトル＝ド＝ヴェイルの南東2kmに位置する。
ロワール川の支流ヴェイル川が流れる。

## 歴史
2005年、考古学の発掘調査によって、新石器時代の陶磁器文化時代（en、紀元前6000年頃）に定住地があったことが確認された。

## 人口統計
| 1962年 | 1968年 | 1975年 | 1982年 | 1990年 | 1999年 | 2006年 | 2012年 |
| ------ | ------ | ------ | ------ | ------ | ------ | ------ | ------ |
| 992    | 1187   | 1652   | 2572   | 3381   | 3443   | 3349   | 3464   |

source=1999年までLdh/EHESS/Cassini、2004年以降INSEE